# Kaflarnia
Kaflarnia – osada w Polsce położona w województwie łódzkim, w powiecie pajęczańskim, w gminie Nowa Brzeźnica. Miejscowość wchodzi w skład sołectwa Prusicko.
W latach 1975–1998 miejscowość administracyjnie należała do województwa częstochowskiego.